# 1790-е годы
1790-е (ты́сяча семьсо́т девяно́стые) го́ды по григорианскому календарю — промежуток времени с 1 января 1790 года по 31 декабря 1799 года, включающий 1790 год 9-го десятилетия   и с 1791 по 1799 годы    10-го десятилетия XVIII века 2-го тысячелетия.  Они закончились 226 лет назад.

## Важнейшие события
- Русско-турецкая война (1787—1792). Штурм Измаила (1790)
- Великая французская революция (1789—1799).
  - Якобинская диктатура (1793—1794).
  - Термидорианский переворот (1794; Директория).
  - Переворот 18 брюмера (1799; Наполеон Бонапарт).
- Революционные войны (1792—1802).
  - Война первой коалиции (1793—1797). Кампо-Формийский мир (1797).
  - Неаполитанские войны (1793—1815).
  - Война второй коалиции (1799—1802). Средиземноморский поход Ушакова (1798—1800). Итальянский и Швейцарский походы Суворова (1799).
- Голод в Индии (1791—1792; Doji bara famine).
- 10 поправок к Биллю о правах (1791). Восстание из-за виски (1791—1794). Нью-Йоркская фондовая биржа основана (1792). Мадридский договор[англ.] о границах между США и Испанией (1795). Квази-война между США и Францией (1798—1800).
- Республика Соединённых провинций (1581—1795) преобразована в Батавскую республику (1795—1806). Голландская Ост-Индская компания упразднена (1798). Голландская экспедиция (1799).
- Разделы Речи Посполитой (второй — 1793, третий — 1795). Восстание Костюшко (1794).
- Восстания в Китае (1794—1804; 1795—1806).
- Ирландское восстание (1798).

## Культура
- Бёрк, Эдмунд (1729—1797), политик. «Размышления о Французской революции» (1790).
- Моцарт, Вольфганг Амадей (1756—1791), композитор. «Волшебная флейта» (1791).
- Державин, Гавриил Романович (1743—1816) поэт. «Гром победы, раздавайся!» (1791).
- Пейн, Томас (1737—1809), писатель. «Права человека»[англ.] (1791).
- Николай Михайлович Карамзин (1766—1826), писатель. «Бедная Лиза» (1792).
- Боровиковский, Владимир Лукич (1757—1825), художник. Портрет Марии Лопухиной (1797).
- Томас Мальтус (1766—1834), экономист. «Опыт закона о народонаселении» (1798).

### Наука и техника
- Промышленная революция
- Каналомания (1790-е — 1800-е).
- Эли Уитни. Хлопкоочистительная машина Коттон-джин (патент — 1794). Взаимозаменяемые детали (контракт на производство 12000 мушкетов — 1798).
- Французский химик Луи Воклен доказал, что изумруд и берилл имеют одинаковый химический состав[1].